# Macarrão com queijo

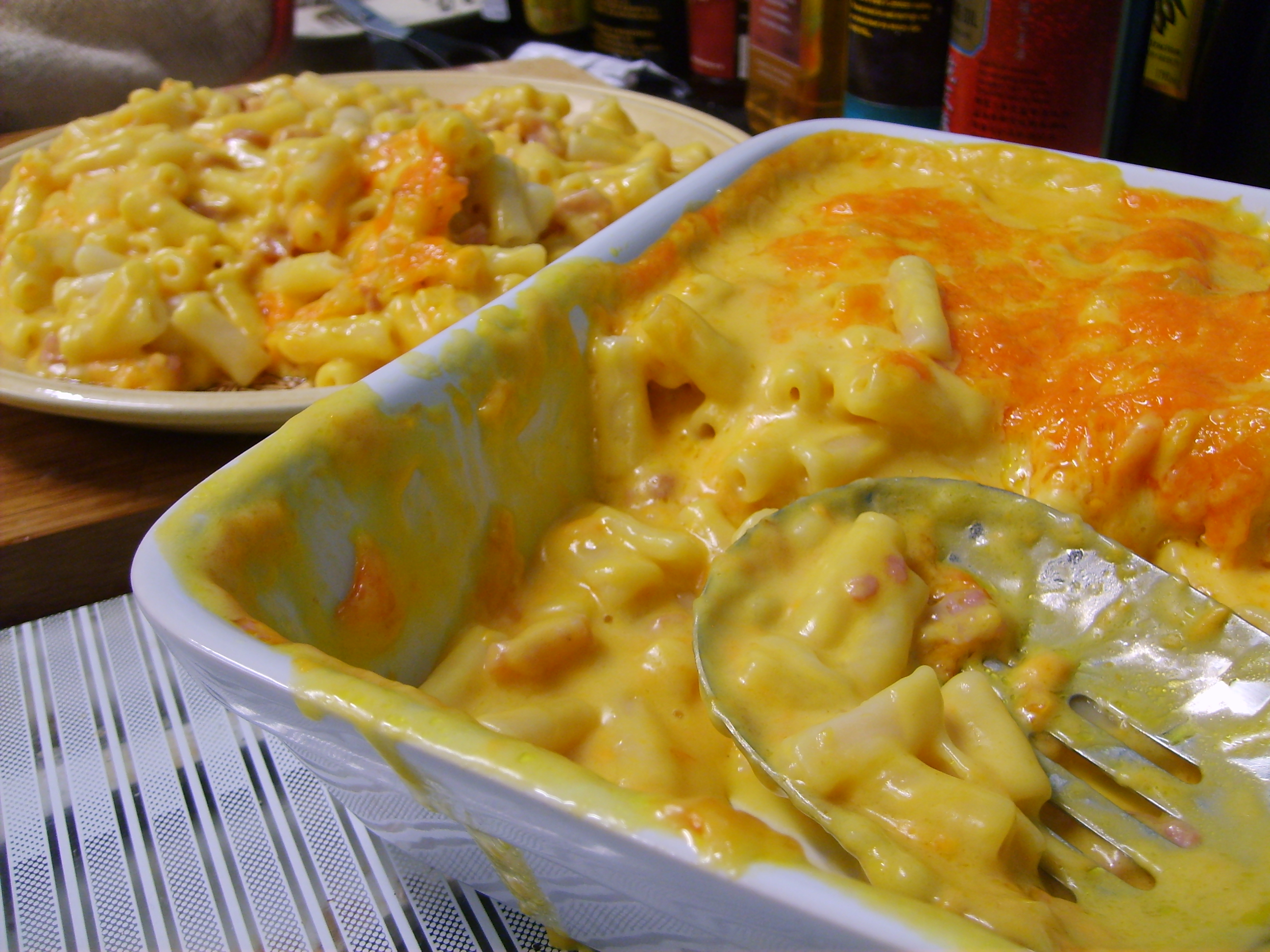
Macaroni and cheese (Macarrão com queijo)

Macaroni and cheese é um prato típico dos Estados Unidos, feito com massa-cotovelo e queijo ralado. Esta preparação pode ser servida como prato principal duma refeição, ou para acompanhar outras iguarias, mas tornou-se um ícone da cozinha americana durante a Grande Depressão, quando a Kraft Foods lançou esta comida em caixas, em 1937, ajudando milhões de americanos a terem uma refeição decente e barata. 

## A comida dos presidentes
Apesar dos ingredientes principais serem parte da culinária da Itália, esta preparação americana é atribuída ao seu terceiro presidente, Thomas Jefferson que, enquanto Secretário de Estado, teria trazido a ideia duma viagem à Europa, juntamente com uma máquina para fazer pasta. Em 1802, já como presidente, Jefferson serviu esta iguaria num banquete de estado. 
Diz-se que macaroni and cheese era também o prato favorito do presidente Ronald Reagan, e a “sua” receita está inscrita no livro “The White House Family Cookbook” de H. Haller e V. Aronson:
Cozer o macarrão, escorrer a água e misturar com manteiga, ovos batidos e queijo Cheddar forte ralado; juntar leite temperado com sal, mostarda em pó e molho Worcestershire; colocar a mistura num prato fundo de ir ao forno e à mesa, polvilhar com páprica e queijo ralado e assar até ficar dourado. Pode servir-se como um prato leve, acompanhado por uma hortaliça cozida e uma salada, ou como acompanhamento de hamburguers ou rolo-de-carne. 

## Variantes
Uma variante é o “Bacon Macaroni & Cheese” em que se começa por fritar bacon até ficar quase seco e depois juntar pão ralado, sem deixar queimar e reservar. Num recipiente que possa ir ao forno e à mesa, colocam-se camadas de macarrão cozido “al dente”, queijo ralado (ao gosto, podendo ser Cheddar, suíço, de cabra ou “azul”), o bacon frito com pão ralado e cebolinho cortado; deixar um pouco de bacon frito para cobrir e assar no forno até o queijo derreter. 
Outra variante é usar queijo ou manteiga trufada na preparação. Outras variantes podem ser vistas no site AllRecipes.com 